# لغو بازی سپاهان و الاتحاد عربستان
بازی فوتبال تیم‌های سپاهان اصفهان و الاتحاد عربستان که قرار بود در چارچوب هفته دوم رقابت‌های لیگ قهرمانان آسیا ۲۴–۲۰۲۳ از ساعت ۱۹:۳۰ در ورزشگاه نقش جهان اصفهان آغاز شود به دلیل ترک ورزشگاه توسط تیم الاتحاد به دلیل قرار داشتن مجسمه قاسم سلیمانی در کنار زمین چمن لغو شد. در نهایت این بازی با رای مشکوک کمیته انضباطی فوتبال آسیا با نتیجه (۳ بر صفر ) به سود تیم الاتحاد اعلام شد همچنین باشگاه فوتبال سپاهان سه تا از بازی های خانگی تیم سپاهان به خارج از ورزشگاه در لیگ قهرمانان آسیا ۲۴–۲۰۲۳ محکوم شد.برخی منابع از تبانی باشگاه فوتبال الاتحاد عربستان با کمیته انضباطی فوتبال آسیا خبر دادند.

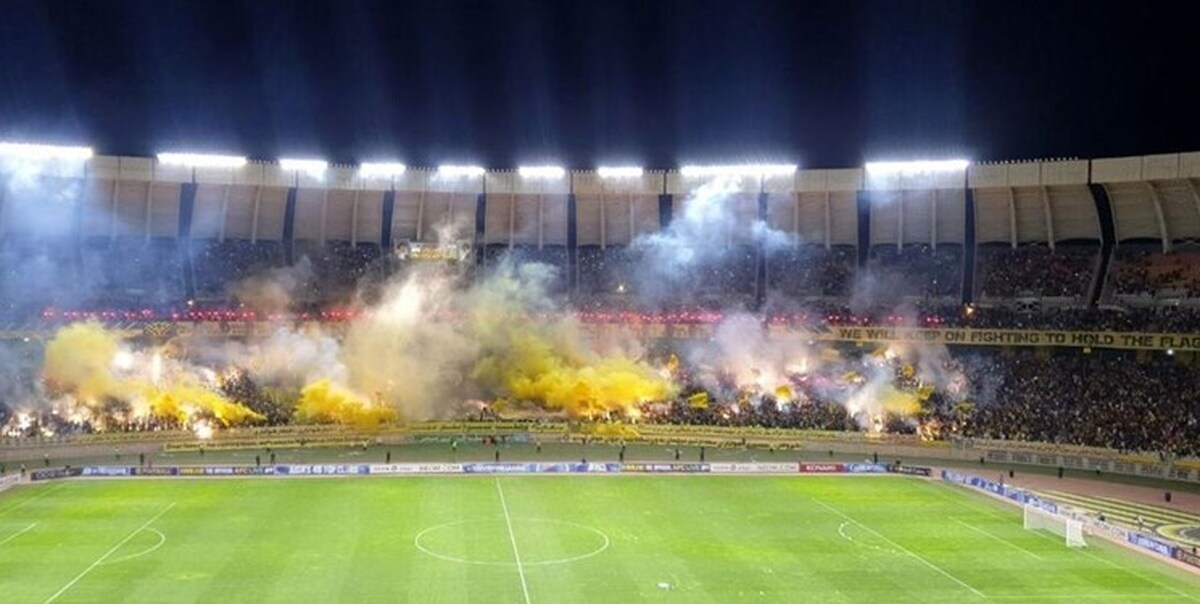
جو ورزشگاه نقش جهان پیش از خروج الاتحاد از ورزشگاه

## دلیل

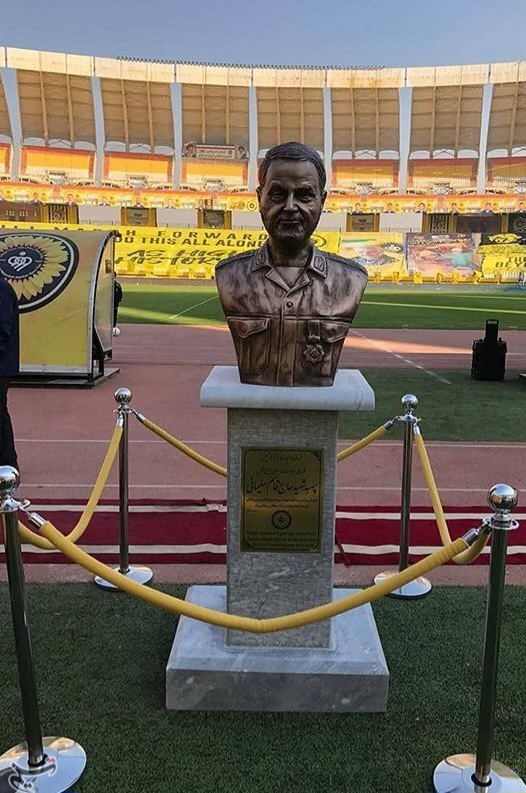
تندیس قاسم سلیمانی در ورزشگاه نقش جهان

تیم الاتحاد دلیل ترک ورزشگاه را وجود تندیس قاسم سلیمانی در کنار زمین و ایجاد فضای سیاسی اعلام کرد. تیم الاتحاد وجود تندیس قاسم سلیمانی در کنار زمین را نپذیرفت و تصمیم به ترک ورزشگاه گرفت و بلافاصله به سمت فرودگاه حرکت کرد و اصفهان را به مقصد جده ترک کرد. مدیران تیم الاتحاد اعلام کرده‌اند که به مدیران تیم سپاهان برای برداشتن تندیس چند بار اخطار داده‌اند اما مدیران سپاهان توجهی نکردند و تیم الاتحاد با دستور داور از ورزشگاه خارج شده‌است. همچنین یاسر المسحل رئیس فدراسیون فوتبال عربستان اعلام کرده که لغو بازی با هماهنگی ای اف سی و ناظر بازی صورت گرفته‌است. مدیر عامل سپاهان دوشنبه ۱۰ مهر در برنامه فوتبال برتر بیان کرد که برداشتن تندیس جلوی ۵۵۰۰۰ تماشاگر ایرانی امکان‌پذیر نبوده‌است و تیم الاتحاد روز قبل از بازی در ورزشگاه نقش جهان تمرین کرده بوده واین درخواست را روز قبل از بازی باید به ما اعلام می‌کردند اما چند ساعت بعد مدیران تیم الاتحاد اعلام کردند که این درخواست را همان روز قبل از بازی به مدیران تیم سپاهان اعلام کرده بودند اما آنها این اقدام را تا ساعت شروع بازی پشت گوش انداخته بودند.